# Barrio Comandante Luis Piedrabuena

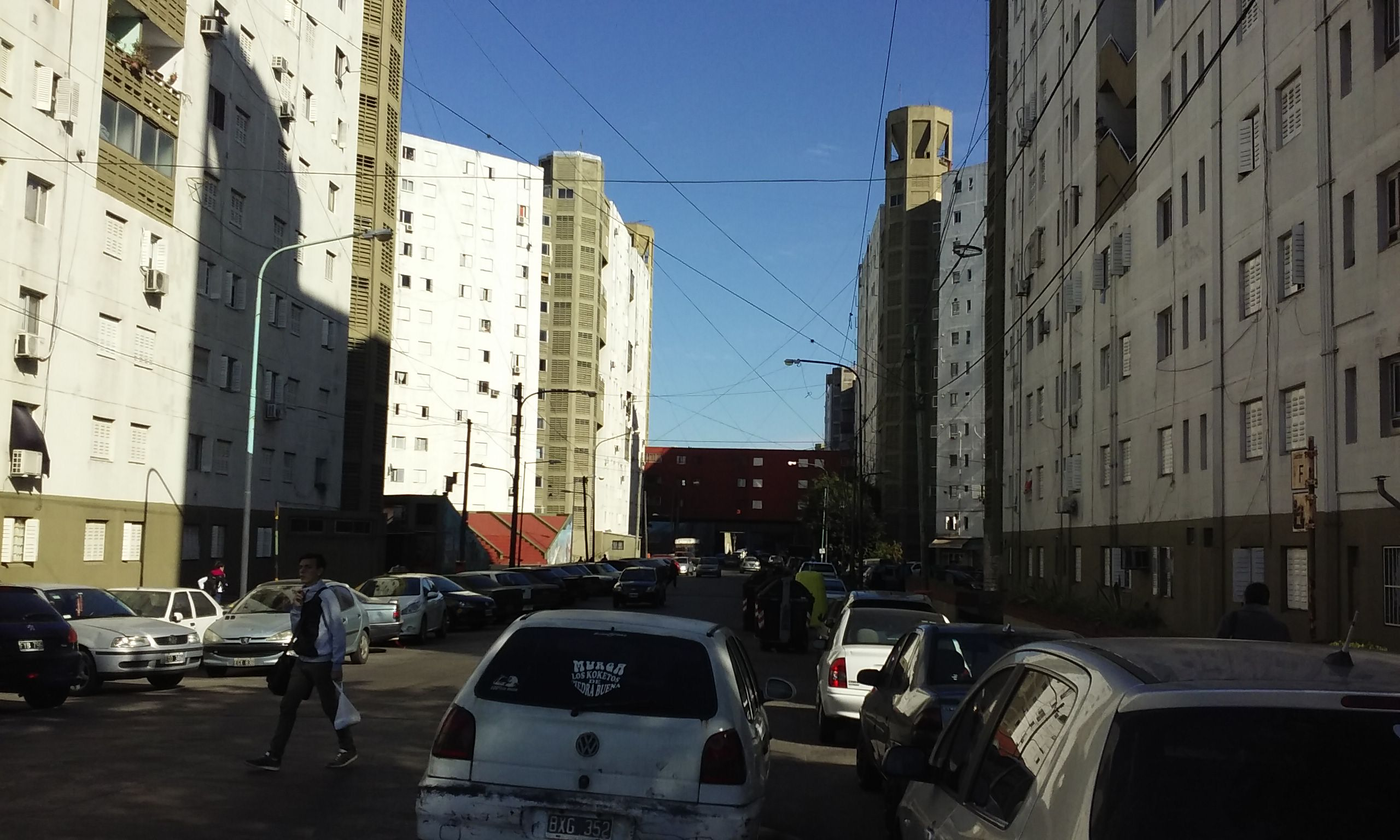
Vista desde la calle 2 de Abril, en 2017.

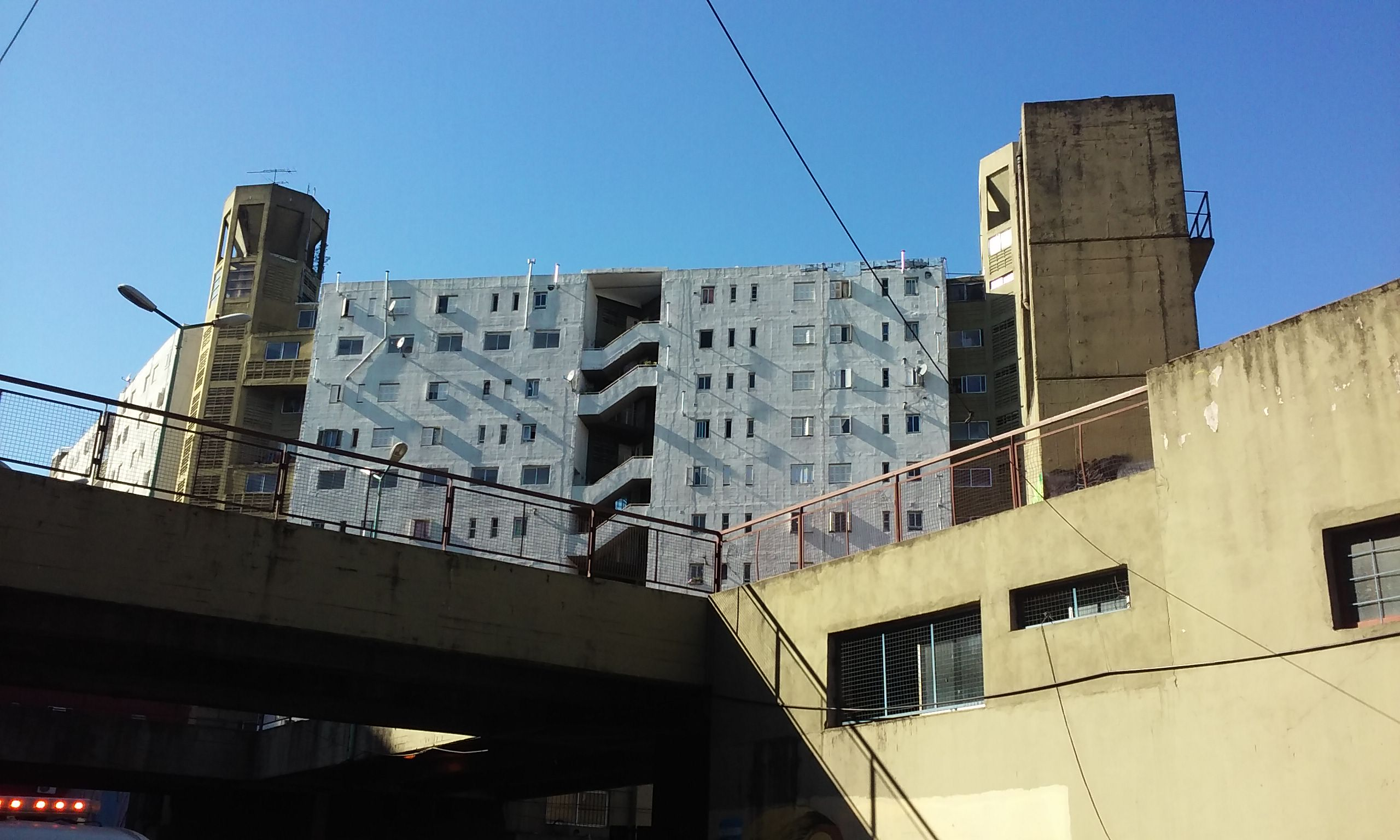
Uno de los edificios asomando detrás de los puentes peatonales.

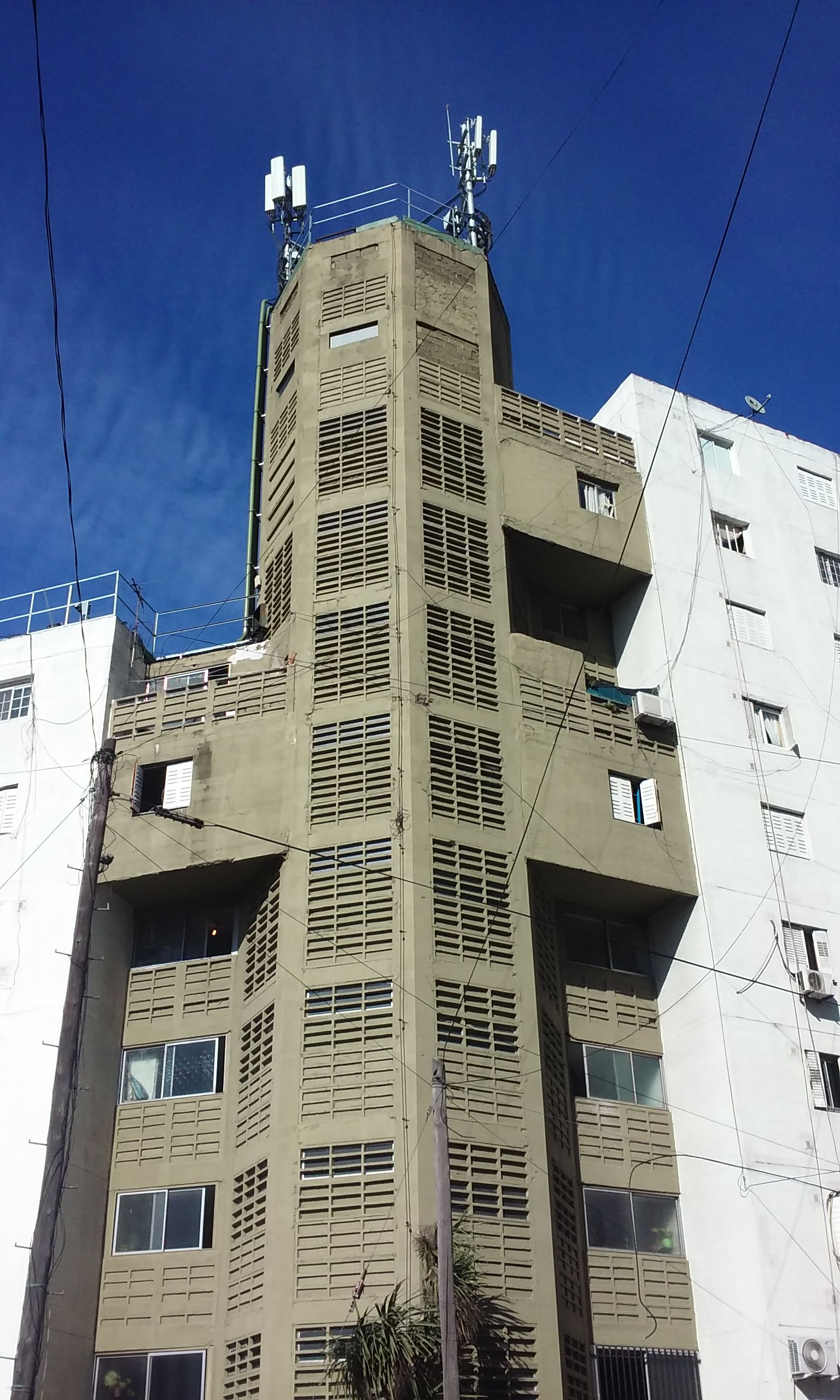
Los núcleos verdes contienen las escaleras y los tanques de agua de cada edificio.

El Barrio Comandante Luis Piedrabuena es un conjunto habitacional construido en dos etapas (en 1957, y entre 1975 y 1980) en el barrio de Villa Lugano, al sudoeste de la ciudad de Buenos Aires, cuya segunda fase fue diseñada por el estudio de arquitectura de Flora Manteola, Javier Sánchez Gómez, Josefa Santos, Justo Solsona y Rafael Viñoly. Viven en él unas 16.000 personas.
La parte antigua del barrio es un conjunto de casas unifamiliares y dos monoblocks bajos. La parte más reciente es un complejo de monoblocks de mayor escala, parte del Plan Alborada encarado por la Secretaría de Vivienda de la Nación. Se financió con créditos del Banco Hipotecario Nacional, y posteriormente mediante el FONAVI. Se construyó con el principal objetivo de relocalizar en viviendas pagables con plazos flexibles a habitantes de la villa de emergencia conocida como Ciudad Oculta.

## Primera etapa (1957)
La primera fase del actual Barrio Piedrabuena fue proyectada por a Dirección General de Vivienda (DGV), las 356 viviendas unifamiliares fueron financiadas por el Banco Hipotecario Nacional y distribuidas en un terreno expropiado en 1947, recorrido por siete calles con nombres de embarcaciones de la Armada Argentina. Estaban destinadas para los obreros de la fábrica CAMEA. También se construyeron dos pabellones de centro comercial con viviendas en el primer y segundo piso.
Posteriormente, fueron agregados 12 monoblocks alargados, de cuatro plantas (planta baja más tres pisos por escaleras).

## Segunda etapa (1975-1980)

### Descripción
El proyecto del complejo fue ganado mediante licitación pública N.º 1699 de la Secretaría de Vivienda por el estudio de arquitectos de Flora Manteola, Javier Sánchez Gómez, Josefa Santos, Justo Solsona y Rafael Viñoly, con Carlos Sallaberry, Felipe Tarsitano y Aslan y Ezcurra y Asociados como arquitectos asociados.
Las empresas constructoras fueron Aslan y Ezcurra S.A., Dycasa S.A. y Petersen, Thiele y Cruz, estando las mismas a cargo de la dirección de las obras.
Esta segunda parte del Barrio Piedrabuena, junto con el Barrio General Savio y el Barrio Soldati, fueron los “megaconjuntos” construidos en el sur de la ciudad. Empezó en 1975 dentro del Plan Alborada, y fue financiado primero por el Banco Hipotecario y después por el FONAVI.
El conjunto ocupa 144.000 m² y cuenta con 164.000 m² de superficie cubierta. Cuenta con dos tipos de edificios: una serie de 3 tiras de edificios altos de 12 pisos, de disposición semicircular, interconectadas por puentes peatonales, y otra serie de 7 conjuntos de edificios bajos de 2 o 3 pisos, encerrados por los semicírculos delimitado por las construcciones altas. Estas últimas se caracterizan por sus núcleos de geometría cilíndrica, vidriados. En total, suman 2.100 unidades de vivienda.
El 26 de agosto de 2004 la plaza que se encuentra al sur del conjunto fue nombrada por ley 1430 de la Ciudad de Buenos Aires Abanderada de los humildes, y se convalidó el emplazamiento de un busto en honor a Eva Perón.
El barrio además cuenta con una iglesia, un centro asistencial, uno comercial, gimnasio (agrupados en un núcleo barrial), dos escuelas públicas pertenecientes al distrito escolar 20 y dos guarderías.[cita requerida]

### Relevancia cultural
Un personaje popular que habitó en el barrio fue "William Boo" (Héctor Oscar Brea), el árbitro "corrupto" de Titanes en el Ring.[cita requerida]
Fue el barrio donde se crio Pity Álvarez y donde surgió la banda Viejas Locas, pilar en una época del rock argentino en el que formó la escena de rock rolinga
En el Barrio Piedrabuena también vivió y lo sigue haciendo el periodista Gastón Marote, quien se hizo conocido en el programa "Nosotros a la Mañana" (ElTrece) y actualmente trabaja en el canal Crónica TV junto a Samuel "Chiche" Gelblung.
Durante las últimas décadas, el Conjunto Piedrabuena fue utilizado como escenario para diversas publicidades (algunas relacionadas con el mundial de fútbol Alemania 2006, o de la bebida Gatorade) y series de televisión, especialmente en las canchas de deportes que posee.
En la película de 1985 "Esperando la carroza" se ven varias escenas filmadas en el barrio:
- En el minuto '25 se ve la canchita que existió en las calles Zubiría y León Suárez, donde el personaje de Cacho (Darío Grandinetti), juega a la pelota con niños más pequeños.
- En el minuto '37 tienen que encontrar a Mamá Cora (Antonio Gasalla) que estaba perdida y Antonio (Luis Brandoni) y Sergio Juan Manuel Tenuta van a buscar a Cacho.
- En el minuto '40 Antonio sale comiendo una empanada del edificio Escalera 27A, se sube al coche y dice la famosa frase sobre las empanadas que tenían para comer "tres, me partieron el alma"

En 1986 Rodrigo Espina estrena "El día que reventaron las lámparas de gas" (cortometraje, 1986) con la primera aparición de Luca Prodan como actor. 
El rodaje del corto se extendió por cinco días en cuatro locaciones distintas, entre las que se destaca el complejo Piedrabuena, en Villa Lugano donde comienza. Tras juntarse una noche en el Parakultural, Espina y los actores emprendieron rumbo hacia el barrio del sur porteño, previo paso por la productora, en Sarmiento y Montevideo: llegaron al Piedrabuena cuando estaba amaneciendo. Aunque Prodan no aparece en el barrio se aprecia las características edilicias del barrio con el cruce.
El 19 de octubre de 2008 el proyecto Piedrabuenarte fue presentado a la delegación suiza en el marco de los 100 años de Lugano este encuentro histórico fue consecuencia del trabajo en conjunto que se realizó con el artista suizo Gian Paolo Minelli. 
El 3 de junio de 2009, el cantante Daddy Yankee brindó un breve show improvisado en el Barrio Piedrabuena, a pedido de los numerosos fanáticos que viven allí, antes de seguir camino al Aeropuerto de Ezeiza para dejar la Argentina.
El 21 de mayo de 2012, el cantante Ñengo Flow visitó el Barrio Piedrabuena y grabó ahí el videoclip de su canción "Soldado Callejero". 
En 2012, la Televisión Pública presentó la miniserie Los Pibes del Puente, protagonizada por 
Gustavo Garzón y Nicolás Goldschmidt, ambientada en el Barrio Piedrabuena.
En 2015 se filmó el primer videoclip de rap de Emsimio, artista nacido en el barrio de Piedrabuena. Más de 100 vecinos participaron de la producción de "Somos".

## Asociaciones culturales y colegios
Desde el año 1984 funciona el Centro Cultural "Juan Carlos Castagnino" ubicado en Av. Gral. Paz y 2 de abril de 1982. Se dictan cursos y talleres gratuitos de danza clásica, patín, percusión, danzas folclóricas, flamenco, tango, dibujo, fotografía, etc. Este Centro cultural pertenece al Gobierno de la ciudad de Buenos Aires.
En el 2006, el ex obrador del barrio, el galpón que se utilizaba como depósito de escenografía del Teatro Colón, fue vaciado y utilizado por jóvenes artistas del barrio para construir  ahí un centro cultural para todo el barrio, proyecto llamado Galpón Cultural Piedrabuenarte.
En septiembre de 2010, el Galpón Cultural Piedrabuenarte, fue declarado interés cultural de la Ciudad de Buenos Aires. El 22 de noviembre de 2011 el Galpón Cultural Piedrabuenarte fue elegido como punto de cultura de la nación. En diciembre de 2011, el Galpón Cultural Piedrabuenarte fue declarado de interés cultural de la nación. 
El 9 de junio de 2009 fueron cedidos por convenio terrenos públicos en el barrio para la construcción del establecimiento educativo Nuestra Señora de la Paz, de niveles inicial, primario y secundario, con el compromiso de otorgar 10 becas anuales.

### Problemas edilicios
El Conjunto Piedrabuena se caracteriza por numerosos problemas estructurales y de construcción que han aquejado a sus habitantes en las últimas décadas. Las principales críticas realizadas por los vecinos son: rajaduras en las estructuras de concreto que dejan a la vista los hierros, inclinación de las torres de los tanques de agua en las terrazas, riesgo de derrumbe de algunas escaleras de cemento exteriores que intercomunican los edificios y numerosos problemas con el sistema de suministro de gas.
Este último tema ha resultado particularmente complejo en el conjunto, ya que según denuncian los vecinos, el tendido de la red de gas se hizo a una profundidad poco adecuada, siendo demasiado superficial y causando numerosas pérdidas. En noviembre de 2007 el local de una librería escolar en uno de los edificios sufrió una violenta explosión por culpa de una fuga de gas. No se lamentaron víctimas, pues estaba cerrado en ese momento. Debido a los riesgos, llegaron a quedar 854 familias sin gas en pleno otoño.
El 28 de abril de 2005 fue declarada por ley de la ciudad 1686 la emergencia habitacional en el barrio por un año, creándose una comisión técnica y de seguimiento para detectar los diversos problemas estructurales y vicios de construcción en los edificios, formada por vecinos, legisladores y técnicos del Instituto de Vivienda de la Ciudad (IVC). El 14 de diciembre del año siguiente se prorrogó por el mismo plazo la medida, por ley 2227 de la ciudad. Esto se renovó por ley 2560, el 29 de noviembre de 2007, por ley 2737 de la ciudad, el 5 de junio de 2008., y por última vez por ley 3099 de la ciudad, el 2 de julio de 2009. El 23 de diciembre de ese año, el juez Roberto Gallardo dictó un fallo para que el IVC comenzara definitivamente las obras necesarias, pidiendo que el día 2 de febrero de 2010 el cronograma correspondiente. Éste debería cumplir plazos de construcción de 6 meses para ir refaccionando conjuntos de a cada 6 edificios, comenzando el 1 de marzo. el juez ordenó al jefe de Gobierno, Mauricio Macri, y al ministro de Hacienda porteño, Néstor Grindetti “la provisión efectiva de fondos suficientes al Instituto de la Vivienda” las obras se encuentran paralizadas desde que el jefe de Gobierno porteño, Mauricio Macri vetó la prórroga de la emergencia habitacional, que había sido votada por unanimidad en la Legislatura.